# Lónafjörður
Der Lónafjörður (dt. Lagunenfjord) ist ein Fjord in den Westfjorden Islands.
Der Fjord gehört zu den Jökulfirðir im Ísafjarðardjúp. Bei einer Breite von 1,5 km reicht er etwa 8 km weit in das Land. Er liegt südöstlich des Veiðileysufjörður und nördlich des Hrafnsfjörður. Die Berge am Lónafjörður ragen bis über 400 m hoch. 